# Cressy (Tasmanie)
Ne doit pas être confondu avec Cressy.
Cressy est une petite ville située à 35 kilomètres au sud-ouest de Launceston, en Tasmanie.